# Bethany (Connecticut)
Bethany – miasto w Stanach Zjednoczonych, w stanie Connecticut, w hrabstwie New Haven.